# پونتا کانا

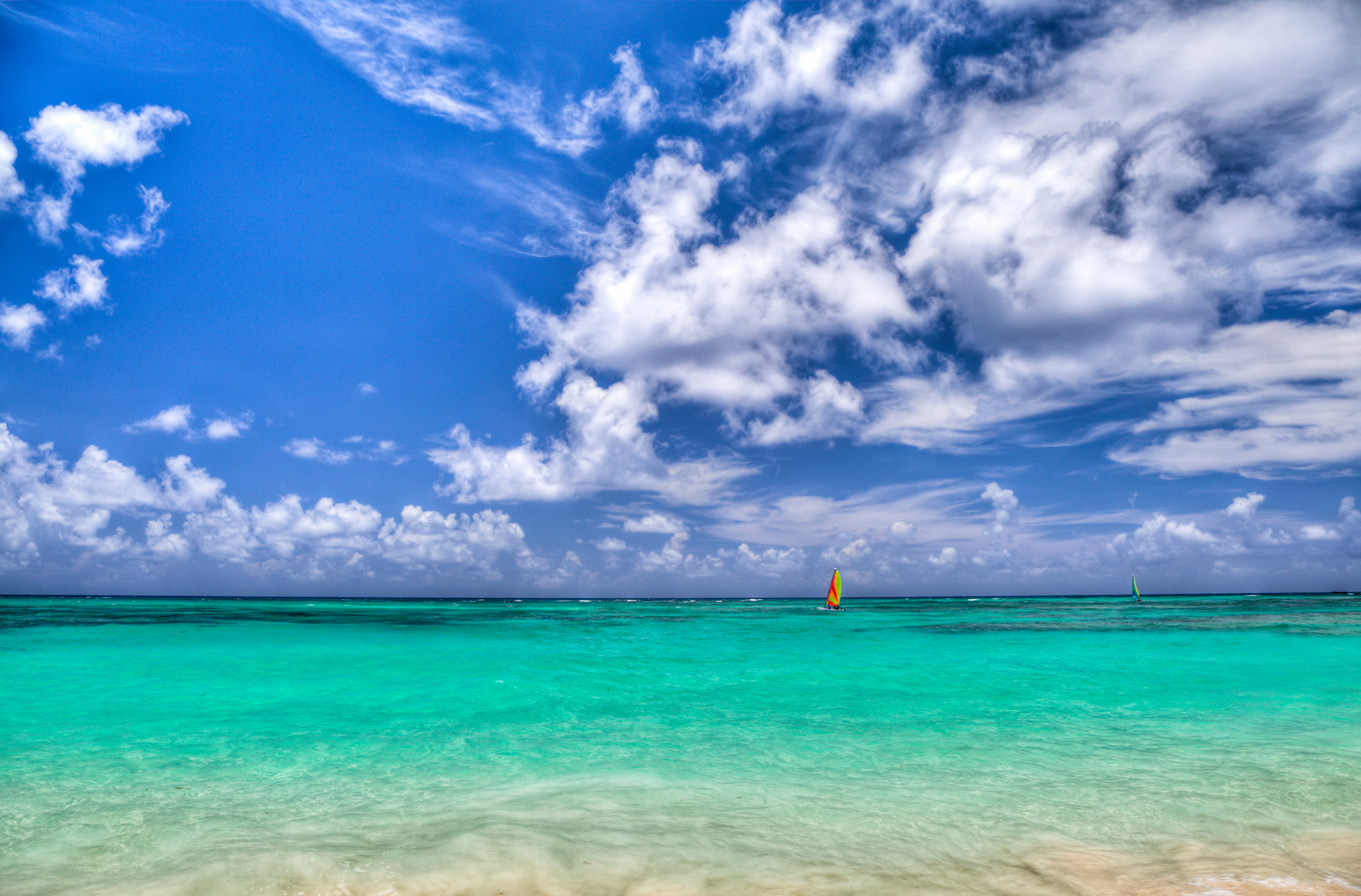
یک پلاژ ساحلی در پونتا کانا.

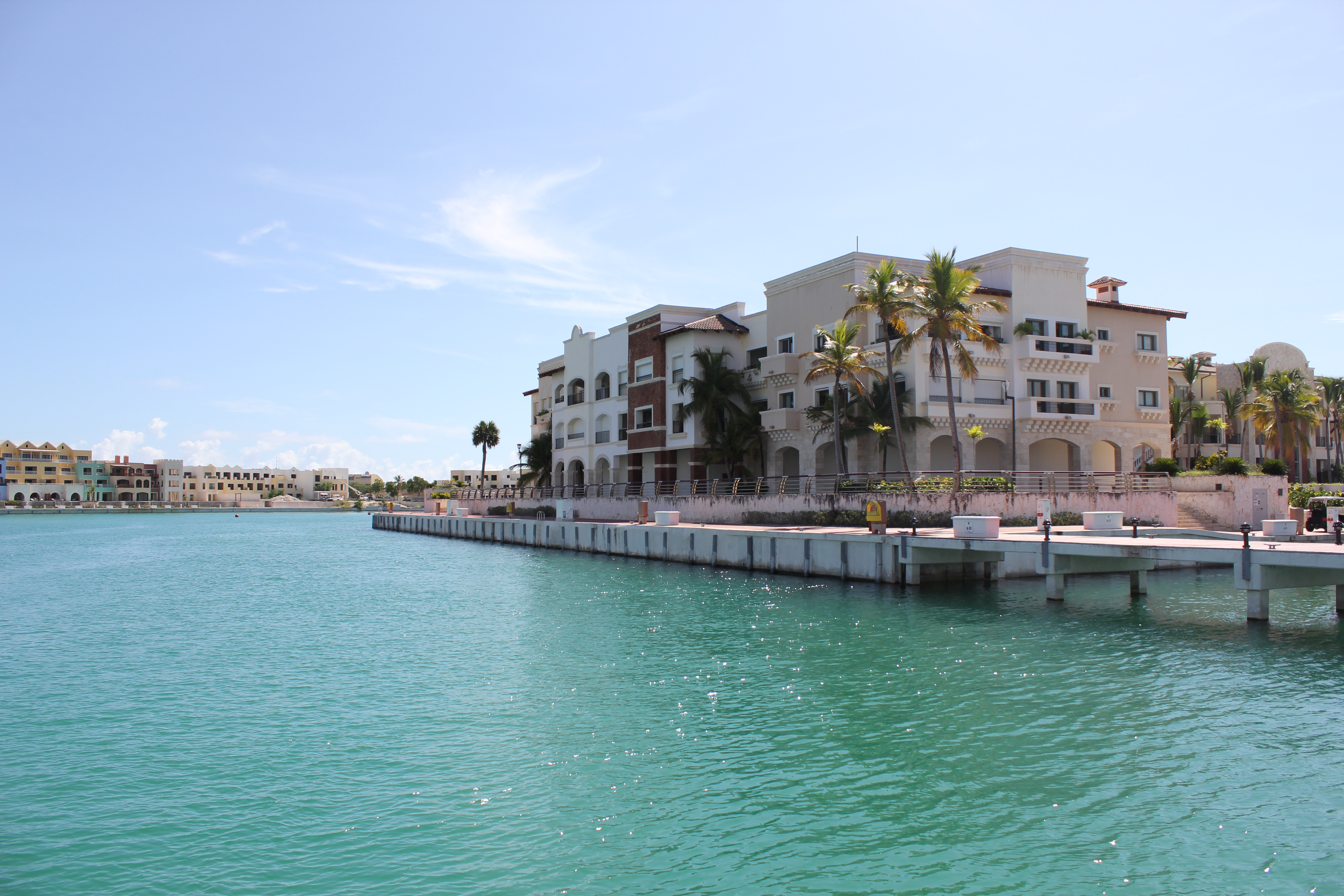
خانه‌های ویلایی در نزدیکی پونتا کانا

پونتا کانا (به اسپانیایی: Punta Cana) نام منطقه‌ای در استان لا آلتاگراسیا است. پونتا کانا در شرقی‌ترین ناحیه جمهوری دومینیکن واقع شده است. این منطقه به‌خاطر سواحل زیبای شنی و آب‌های فیروزه ای و شفاف در دریای کارائیب و اقیانوس اطلس مشهور است.
فرودگاه بین‌المللی پونتا کانا میزبان حدود ۶۴ درصد از پروازهای این کشور است و سالیانه میلیون‌ها مسافر را جابجا می‌کند.